# Екатериновка (Приволжский район)
Екатериновка  — село в Приволжском районе Самарской области, в составе сельского поселения Сельское поселение Давыдовка.

## История
В Списке населённых мест Российской империи по сведениям за 1859 год упоминается как владельческая деревня Екатериновка, расположенная в прибрежье Волги, на расстоянии 85 вёрст от уездного города. Деревня относилась к Николаевскому уезду Самарской губернии. В населённом пункте проживало 98 мужчин и 110 женщин. 
После крестьянской реформы Екатериновка была отнесена к Берёзоволукской волости. Согласно населённых мест Самарской губернии по сведениям за 1889 год в деревне насчитывалось 152 двора, проживали 681 житель, русские православного и раскольнического вероисповеданий. Земельный надел составлял 1090 десятин удобной и 56 десятин неудобной земли, имелись молитвенный дом (поморской секты), ветряная мельница и водяная мельница дворянина Пустошкина. Согласно переписи 1897 года в Екатериновке проживали 976 жителей, из них православных - 754,
старообрядцев (беспоповцы) - 222.
Согласно Списку населённых мест Самарской губернии 1910 года в селе проживали 587 мужчина и 588 женщин (бывшие помещичьи крестьяне, русские православного и раскольнического вероисповеданий). В Екатериновке имелись церковь, церковно-приходская школа и молитвенный дом.

## Физико-географическая характеристика
Село находится в Заволжье, на берегу Саратовского водохранилища, на высоте около 35 метров над уровнем моря. Почвы - чернозёмы обыкновенные.
Село расположено примерно в 22 км по прямой в юго-западном направлении от районного центра села Приволжье. По автомобильным дорогам расстояние до областного центра города Самары составляет 160 км.
Часовой пояс
Екатериновка, как и вся Самарская область, находится в часовой зоне МСК+1. Смещение применяемого времени относительно UTC составляет +4:00.

## Население
Динамика численности населения по годам:
| Годы      | 1859 | 1889 | 1897 | 1910 | 2002 |
| --------- | ---- | ---- | ---- | ---- | ---- |
| Население | 208  | 681  | 976  | 1175 | 826  |

| 2010 |
| ---- |
| 812  |

Национальный состав
Согласно результатам переписи 2002 года русские составляли 97 % населения села.